# Sint-Kruis
Sint-Kruis är en ort i Belgien.   Den ligger i provinsen Västflandern och regionen Flandern, i den nordvästra delen av landet, 90 km nordväst om huvudstaden Bryssel. Sint-Kruis ligger 7 meter över havet och antalet invånare är 16 000.
Terrängen runt Sint-Kruis är mycket platt. Runt Sint-Kruis är det tätbefolkat, med 257 invånare per kvadratkilometer.. Närmaste större samhälle är Brygge, 1,8 km väster om Sint-Kruis. 
Runt Sint-Kruis är det i huvudsak tätbebyggt.